# Gymnázium
Gymnázium (z řec. γυμνός, nahý) poskytuje formální vzdělávání a je v České republice jedním ze tří hlavních druhů středních škol poskytujících všeobecné vzdělání zakončené maturitní zkouškou. Hlavním cílem gymnázií je příprava studentů ke studiu na vysoké škole nebo vyšší odborné škole, na které odchází v průměru více než 90 % absolventů. V České republice je tento typ střední školy poměrně populární a každý rok na něj odchází přibližně 21 % absolventů základních škol v porovnání se 41 % odcházejících na střední odborné školy a 38 % odcházejících na střední odborná učiliště. Největším gymnáziem v České republice je Gymnázium Olomouc-Hejčín.[zdroj?]

## Původ slova gymnázium a jeho význam ve vybraných státech
Gymnázium (též gymnasium) je označení pro školy středního vzdělání v některých částech Evropy. Tento název pochází z řeckého „γυμνασιον“ (gymnasion) a ve starém Řecku označoval prostory, ve kterých se vzdělávali mladí muži – zejména tělesně, ale i duševně. Řecké gymnasion je odvozeno ze slova gymnos, česky nahý, jelikož při části výuky za starého Řecka žáci nepoužívali oděv.
Francouzština (gymnase) s angličtinou (gymnasium) převzaly z latiny (gymnasium) označení výlučně pro tělocvičnu (s výjimkou francouzsky mluvící části Švýcarska). V tomto smyslu přešlo slovo gymnasium i do pojmu gymnastika.
V německy mluvících zemích, ve Skandinávii, Finsku, zemích Beneluxu a dokonce i ve francouzsky mluvící části Švýcarska jsou gymnázia střední školy připravující studenty na vyšší vzdělání na univerzitách a polytechnikách (vysokých školách). Označení v tomto smyslu je možné sledovat od doby reformace v 16. století.
V Itálii gymnázium označuje první dva roky klasického lycea, střední školy specializované na studium klasických jazyků latiny a řečtiny jako i literatury, případně i dalších moderních jazyků.
V Polsku tříleté gimnazjum víceméně odpovídá českému druhému stupni základní školy, kdežto tříleté liceum českému gymnáziu zakončenému maturitou, viz polské školství. Od školního roku 2017/2018 byla gymnázia v Polsku zrušena. Systém nově funguje jako osmiletá základní škola a na ní navazující čtyřletá lycea. 

## Současnost

### Členění českých gymnázií
Gymnázia můžeme členit podle počtu let studia na čtyřletá; šestiletá a osmiletá (víceletá).
Čtyřleté gymnáziumČtyřleté gymnázium je nejkratší formou gymnázií. Jak už název napovídá, studium trvá čtyři roky a žáci na tuto školu nastupují po ukončení 9. ročníku základní školy. Na tento typ studia je ročně přijato okolo 12 % absolventů základních škol.
Šestileté gymnáziumŠestileté gymnázium je formou studia v délce šesti let. Žáci na tuto školu mohou odejít již ze 7. třídy základní školy. Tento typ studia není příliš rozšířený a umožňuje studium pouze přibližně 2 % žáků.
Osmileté gymnáziumOsmileté gymnázium je nejdelší formou s délkou trvání osmi let a zajišťuje celé sekundární vzdělávání. Žáci základních škol mohou na tuto školu odejít po absolvování 5. ročníku, přičemž první čtyři ročníky studia se nazývají nižší gymnázium a představují dokončení povinné školní docházky, zbývající čtyři ročníky se pak nazývají vyšší gymnázium. Na tento typ střední školy odchází přibližně 10 % žáků základních škol.[zdroj?][kdy?]

### Přijímací řízení
Přijímací řízení na gymnázium mívá většinou formu přijímací zkoušky z českého jazyka, matematiky a obecných studijních předpokladů, na některých gymnáziích pouze z českého jazyka a matematiky. Řada gymnázií používala ke zkouškám testy vypracované společností Scio. Jako další kritérium hodnocení uchazečů mohou být zohledněny výsledky předchozího vzdělávání, popřípadě je žákům s výbornými známkami ze základní školy přijímací zkouška částečně nebo zcela odpuštěna (detailní podmínky přijetí poskytuje většina škol na svých webových stránkách). Ve školním roce 2014/2015 byla většina škol přihlášena do hromadného testování společnosti CERMAT. Tyto zkoušky se konají z českého jazyka a matematiky. Konají se po celém Česku ve stejný den.
Jednotná přijímací zkouška CERMAT prokázala, že kvalita uchazečů je značně vyšší než u jiných typů škol. V přijímací zkoušce CERMAT 2018 z českého jazyka dosáhlo skóre alespoň 64 % plných 84 % uchazečů o přijetí na 4leté gymnázium, oproti 42 % uchazečů o přijetí na SOŠ, a 16 % uchazečů o přijetí na odborné učiliště. Obdobný rozdíl byl patrný i u testu z matematiky: hranici 36 % překročilo 80 % uchazečů o přijetí na gymnázium, 46 % uchazečů o SOŠ, a 28 % uchazečů o přijetí na učiliště.
Většinou se na jednu školu dostane 30 žáků na každé škole potřebujete určitý počet bodů můžete jít na různou školu ale nemusíte se tam dostat je tam těžší učivo a chytřejší lidé 

## Historie

### Gymnázia v českých zemích ji podle roku vzniku
Školy jsou uvedeny pod současným názvem gymnázium. V letech 1953 až 1960 byly školy poskytující všeobecné vyšší vzdělání tříleté a nazývaly se jedenáctiletá střední škola (JSŠ), poté střední všeobecně vzdělávací škola (SVVŠ). Podle zákona č. 168/1968 Sb. (Zákon o gymnasiích) byla od školního roku 1969/1970 zavedena čtyřletá gymnázia místo dosavadních tříletých SVVŠ. Níže uvedené dnešní názvy některých gymnázií tedy neodpovídají jejich názvům užívaným v letech 1953–1968.

### Částečný seznam
- 1894 – [Nové Město na Moravě][4]
- 1335 – Žatec[5]
- 1556 – Praha, Štěpánská
- 1591 – Chomutov
- 1578 – latinské luteránské akademii „Gymnásium illustre" ve Velkém Meziříčí[6]
- 1596 – Jindřichův Hradec (zrušeno 1778, obnoveno 1807)
- 1624 – Jičín (jezuitské gymnázium, zrušeno 1777)
- 1624 – Klášterní gymnázium v Broumově
- 1631 – Mikulov (GSS Mikulov, 2012)
- 1636 – Hradec Králové
- 1640 – Litomyšl (piaristické gymnázium, dnes Gymnázium Aloise Jiráska)
- 1658 – Slaný
- 1679 – Bohosudov (jezuitské gymnázium, zrušeno 1773)
- 1687 – Kroměříž (piaristické gymnázium, od roku 1873 Státní německé gymnázium, zrušeno v roce 1919)
- 1688 – Kosmonosy (piaristické gymnázium, později přesunuto do města Mladá Boleslav, dnes Gymnázium Dr. Josefa Pekaře)
- 1706 – Benešov (jezuitské gymnázium, zrušeno 1778)
- 1714 – Rychnov nad Kněžnou (piaristické gymnázium, dnes Gymnázium Františka Martina Pelcla)
- 1728 – Pardubice (patrně jezuitské gymnázium, zrušeno 1777)
- 1731 – Bruntál (piaristické gymnázium, od 1871 reálné gymnázium, od 1946 české gymnázium – www.gymbru.cz)
- 1735 – Havlíčkův Brod
- 1778 – Písek
- 1789 –  226 státních gymnázií evidováno v Království českém[7]
- 1803 – Gymnázium Kadaň
- 1804 – Benešov (zrušeno 1832)
- 1807 – Jičín (obnovení)
- 1812 – Klatovy (české gymnázium, dnes Gymnázium Jar. Vrchlického),
- 1829 – Rakovník (gymnázium Zikmunda Wintra) (www.gzw.cz)
- 1853 – Bohosudov (jezuitské gymnázium, obnovení)
- 1854 – Pardubice (reálka, zrušena 1924)
- 1857 – Benešov
- 1863 – Gymnázium Josefa Ressela
- 1865 – Gymnázium Prachatice (německé gymnázium, zrušeno 1923)
- 1867 – Brno, kapitána Jaroše; Olomouc, Slovanské gymnázium
- 1868 – České Budějovice (české gymnázium)
- 1870 – Přerov
- 1871 – Domažlice, Pelhřimov, Třebíč, Valašské Meziříčí
- 1872 – Kolín, Hostinné
- 1873 – Nový Bydžov
- 1874 – Praha, Truhlářská
- 1877 – Gymnázium Roudnice nad Labem
- 1879 – Gymnázium Vysoké Mýto
- 1880 – Gymnázium Čáslav
- 1882 – Kroměříž
- 1883 – Opava, Mendelovo gymnázium; Praha, Na Zatlance
- 1884 – Uherské Hradiště
- 1890 – Dvůr Králové nad Labem; Praha, dívčí gymnázium
- 1894 – Hodonín
- 1895 – Frýdek-Místek
- 1896 – Uherský Brod
- 1897 – Jablonec nad Nisou; Matiční gymnázium Ostrava; Gymnázium Jevíčko; Praha, Sladkovského náměstí
- 1898 – České gymnázium v Kyjově (později Klvaňovo)
- 1899 – Holešov, Prostějov, Vyškov, Velké Meziříčí, Purkyňovo gymnázium ve Strážnici,[8] Děčín
- 1900 – Kladno
- 1901 – Litovel
- 1902 – Bučovice
- 1903 – Nymburk
- 1904 – Teplice
- 1906 – Plzeň, Mikulášské náměstí
- 1907 – Brno, Křenová
- 1908 – Turnov, Gymnázium Rumburk
- 1909 – Praha, U Libeňského zámku; Česká Třebová; Orlová (polské gymnázium, v roce 1992 přestěhováno do Karviné)
- 1910 – Beroun, Mělník, Nová Paka, Pardubice
- 1910 – Arcibiskupské gymnázium v Kroměříži, (ze semináře založeného 1854, zrušeno 1950, obnoveno 1991)
- 1911 – Kladno, Moravské Budějovice
- 1913 – Jeseník, Jilemnice
- 1919 – Brno, Elgartova, Břeclav (Státní Československé reformní reálné gymnasium v Břeclavi), Český Brod, Liberec, Most, Polička, Znojmo
- 1919 – GSPŠ Duchcov (2009 spojení Gymnázia a Střední průmyslové školy[9]
- 1920 – Gymnázium Strakonice, Gymnázium Trutnov, Hlučín
- 1921 – Gymnázium Františka Živného Bohumín
- 1924 – České státní reformní reálné gymnázium v Karlových Varech (dnes První české gymnázium v Karlových Varech)
- 1929 - Státní reálné gymnázium Otokara Březiny v Telči (dnes Gymnázium Otokara Březiny, 1852 nižší reálka, od roku 1862 čeština jako vyučovací jazyk)
- 1932 – Gymnázium Luďka Pika, Plzeň
- 1935 – Gymnázium v Českém Těšíně
- 1936 – Gymnázium Frenštát pod Radhoštěm
- 1945 – Gymnázium Cheb
- 1945 – Státní reálné gymnasium v Broumově
- 1946 – Sokolov
- 1946 – Spolkové reálné gymnasium Matice opavské v Bílovci (od roku 1978 Gymnázium Mikuláše Koperníka, Bílovec)
- 1947 – Státní reálné gymnasium v Horním Litvínově, dnes Gymnázium T. G. Masaryka, Litvínov
- 1948 – Gymnázium Václava Hraběte, Hořovice
- 1949 – Gymnázium Valašské Klobouky
- 1953 – Gymnázium Mnichovo Hradiště
- 1953 – Gymnázium Ostrov; Gymnázium Dačice
- 1953 – Gymnázium Žďár nad Sázavou; Gymnázium Karviná; Gymnázium Bystřice nad Pernštejnem
- 1956 – Gymnázium Rožnov pod Radhoštěm
- 1956 – Gymnázium Olomouc-Hejčín
- 1956 – Gymnázium Tanvald
- 1956 – Gymnázium Botičská
- 1958 – Gymnázium Budějovická
- 1960 – Gymnázium Na Pražačce – Žižkov
- 1961 – Gymnázium Matyáše Lercha
- 1962 – Gymnázium Blovice
- 1968 – Gymnázium Třinec (gymtri.cz)
- 1975 – Gymnázium Vodňany
- 1978 – Gymnázium Boženy Němcové
- 1984 – Gymnázium Dr. Antona Randy
- 1987 – Gymnázium Jeronýmova v Liberci
- 1990 – Gymnázium Ústavní
- 1990 – Biskupské gymnázium Brno
- 1991 – Gymnázium Jana Palacha Praha 1
- 1992 – Gymnázium nad Kavalírkou
- 1993 – Letohradské soukromé gymnázium;[10] Gymnázium Chodovická; Biskupské gymnázium Bohosudov; Slezské gymnázium, Opava (vznik 1968 – vojenská škola); Biskupské gymnázium Žďár nad Sázavou; Gymnázium Kojetín; Gymnázium Konice; Gymnázium Brno-Řečkovice
- 1994 – Gymnázium Českolipská
- 1995 – Gymnázium Thomase Manna
- 1996 – Gymnázium Broumov; Gymnázium Lipník nad Bečvou
- 2007 – Anglicko-české gymnázium AMAZON
- 2022 - HŠ a Gymnázium Radlická (Praha)
- 2024 - Přírodovědné gymnázium Brno